# Victor Herbert
Victor August Herbert (Dublín, 1 de febrer de 1859 - Nova York, 26 de maig de 1924) fou un violoncel·lista, compositor i director d'orquestra estatunidenc d'origen irlandès.
Va créixer a Stuttgart, Alemanya, on va estudiar a la Universitat Estatal de Música i Arts Escèniques de la ciutat. Va contreure matrimoni amb la soprano Therese Forrester el 1886 i després es van mudar als Estats Units, on fou primer violoncel·lista de la Metropolitan Opera House de Nova York, i on la seva esposa va ser contractada per cantar el repertori operístic alemany. El 1893 va ser director de la Banda del Regiment Vint i entre 1898 i 1904 va dirigir l'Orquestra Simfònica de Pittsburgh.
A partir de llavors va ser una primera figura del teatre musical nord-americà. La seva ben fundada educació musical, habilitat instrumental i talent melòdic es veuen reflectits en les més de 40 operetes que va produir, entre elles The Fortune Teller (1898), Babes in Toyland (1903), The Red Mill (1906), Mademoiselle Modiste (1916), Naughty Marietta (1920), Orange Blossoms (1922) i Eileen, algunes de les quals més endavant serien portades a la pantalla gran. En elles es troben cançons com Kiss Me Again (Mademoiselle Modiste), Gypsy Love Song (The Fortune Teller), Italian Street Song (Naughty Marieta) i A Kiss in the Dark (Orange Blossoms).
També va compondre 2 concerts per a violoncel, 2 òperes Natoma (Filadèlfia, 1911) i Madeleine (1914) i la música de la pel·lícula The Fall of a Nation (1916). És opinió estesa que Antonín Dvořák va tenir en compte l'obra de Herbert a l'hora d'escriure el Concert núm. 2 per a violoncel en si menor, op. 104.
El 1939 es va fer una pel·lícula biogràfica, The Great Victor Herbert.